# Timebelle
Timebelle is een Zwitserse band.

## Biografie
De band werd in 2015 opgericht in Bern. Met Singing about love nam de groep deel aan de Zwitserse preselectie voor het Eurovisiesongfestival, evenwel zonder succes. Twee jaar later waagde Timebelle opnieuw zijn kans. Met Apollo won de groep de preselectie, waardoor ze Zwitserland mocht vertegenwoordigen op het Eurovisiesongfestival 2017 in Oekraïne. Ze haalden er de finale niet.
1956: Lys Assia + Lys Assia · 
1957: Lys Assia · 
1958: Lys Assia · 
1959: Christa Williams · 
1960: Anita Traversi · 
1961: Franca di Rienzo · 
1962: Jean Philippe · 
1963: Esther Ofarim · 
1964: Anita Traversi · 
1965: Yovanna · 
1966: Madeleine Pascal · 
1967: Géraldine · 
1968: Gianni Mascolo · 
1969: Paola · 
1970: Henri Dès · 
1971: Peter, Sue & Marc · 
1972: Véronique Müller · 
1973: Patrick Juvet · 
1974: Piera Martell · 
1975: Simone Drexel · 
1976: Peter, Sue & Marc · 
1977: Pepe Lienhard Band · 
1978: Carole Vinci · 
1979: Peter, Sue & Marc & Pfuri, Gorps & Kniri · 
1980: Paola · 
1981: Peter, Sue & Marc · 
1982: Arlette Zola · 
1983: Mariella Farré · 
1984: Rainy Day · 
1985: Mariella Farré & Pino Gasparini · 
1986: Daniela Simmons · 
1987: Carol Rich · 
1988: Céline Dion · 
1989: Furbaz · 
1990: Egon Egemann · 
1991: Sandra Simó · 
1992: Daisy Auvray · 
1993: Annie Cotton · 
1994: Duilio · 
1996: Kathy Leander · 
1997: Barbara Berta · 
1998: Gunvor · 
2000: Jane Bogaert · 
2002: Francine Jordi · 
2004: Piero Esteriore & The MusicStars · 
2005: Vanilla Ninja · 
2006: Six4one · 
2007: DJ BoBo · 
2008: Paolo Meneguzzi · 
2009: Lovebugs · 
2010: Michael von der Heide · 
2011: Anna Rossinelli · 
2012: Sinplus · 
2013: Takasa · 
2014: Sebalter · 
2015: Mélanie René · 
2016: Rykka · 
2017: Timebelle · 
2018: ZiBBZ · 
2019: Luca Hänni · 
2021: Gjon's Tears · 
2022: Marius Bear · 
2023: Remo Forrer · 
2024: Nemo · 
2025: Zoë Më